# Ovesholm
Ovesholm est une localité de Suède dans la commune de Kristianstad en Scanie.
Sa population était de 299 habitants en 2010.